# Lispe metatarsalis
Lispe metatarsalis är en tvåvingeart som beskrevs av Thomson 1869. Lispe metatarsalis ingår i släktet Lispe och familjen husflugor. Inga underarter finns listade i Catalogue of Life.